# Kaple Ecce homo (Karlovy Vary, 1900)
Kaple Ecce homo se nachází v lázeňských lesích pod Výšinou přátelství jihozápadně od města Karlovy Vary v nadmořské výšce 477 metrů. V roce 2022 byla prohlášena za kulturní památku.

## Historie
Při rozcestí lesních cest v sedle (kdysi nazývaném Hammerberg) pod Výšinou přátelství stávala hranolová barokní kaple Ecce homo (též nazývaná Hammerkapelle). Uvnitř bývala barokní vyřezávaná plastika Ecce homo.
V roce 1900 byla na místě původní barokní kaple vystavěna kaple nová ve stylu novogotiky. Byla tehdy bohatě vyzdobena, po druhé světové válce se však mnoho z výzdoby ztratilo. Roku 2000 prošla kaple celkovou rekonstrukcí.
Začátkem roku 2022 byla prohlášena za kulturní památku, památkově chráněna je od 19. ledna 2022.

## Popis
Obdélná novogotická kaple z neomítnutých režných cihel, trojboce uzavřený presbytář, střecha valbová s glazovanými taškami. Průčelí kaple má obdélný vchod s předsazenou stříškou, nad vchodem je trojúhelníkový štít. Zleva u vchodu malá vezděná železná schránka je určena pro příspěvky na údržbu kaple. Vnitřní prostor je shora zakončen křížovou klenbou.

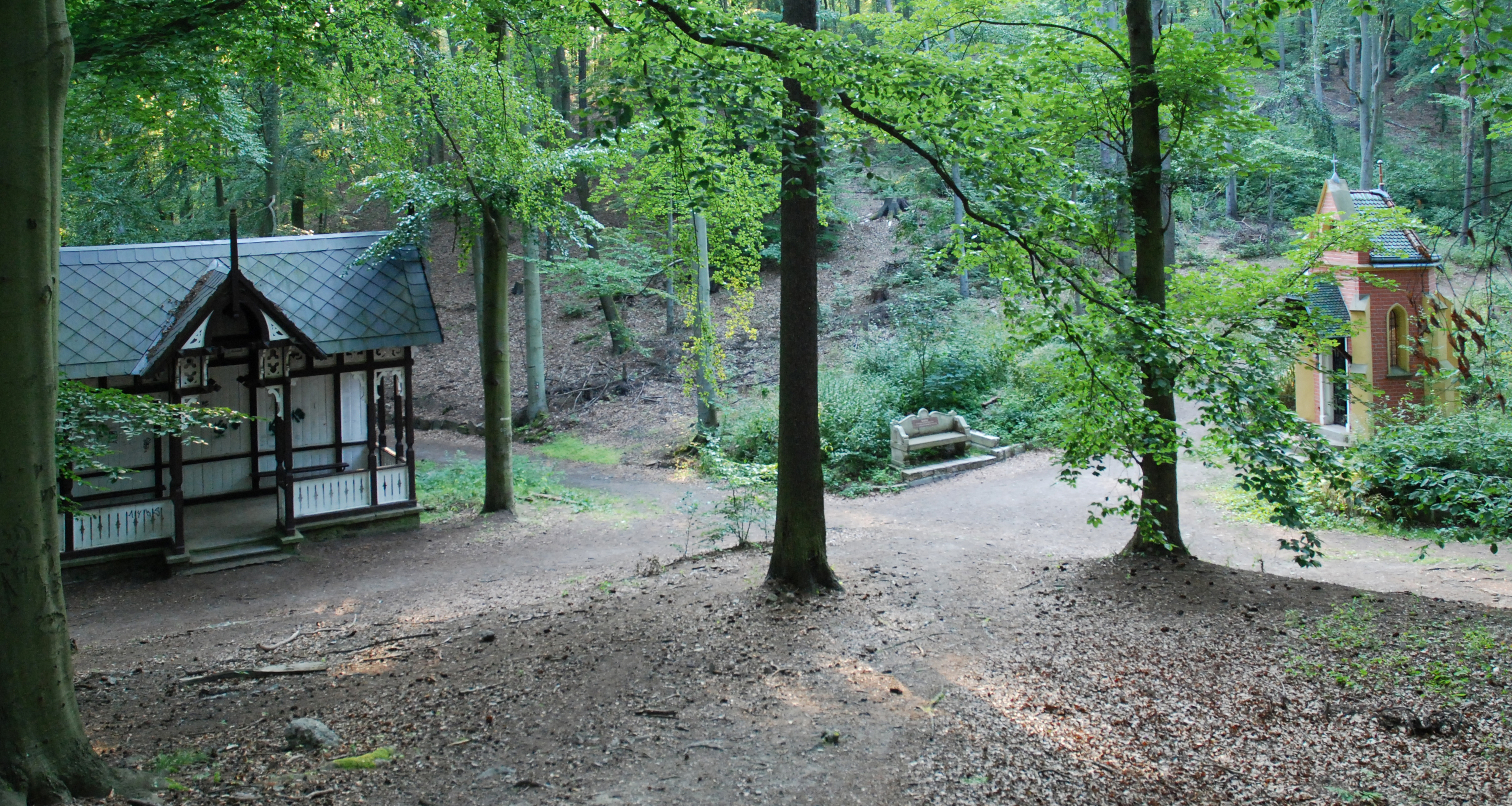
Tři objekty u rozcestí – kaple Ecce homo, Chopinův altán a Aranyho lavička

Kaple stojí u významné křižovatky několika lesních cest, mj. Chopinovy a Findlaterovy. Též je zde vedena žlutá turistická značka. Stojí zde i dřevěný Chopinův altán a kamenná Aranyho lavička.